# Hiospira hendrickxii
Hiospira hendrickxii är en svampart som först beskrevs av Clifford George Hansford, och fick sitt nu gällande namn av R.T. Moore 1962. Hiospira hendrickxii ingår i släktet Hiospira, klassen Dothideomycetes, divisionen sporsäcksvampar och riket svampar.   Inga underarter finns listade i Catalogue of Life.